# Пештера (Селашу-де-Сус, Хунедоара)
Пештера (рум. Peștera) — село у повіті Хунедоара в Румунії. Входить до складу комуни Селашу-де-Сус.
Село розташоване на відстані 272 км на північний захід від Бухареста, 45 км на південь від Деви, 138 км на схід від Тімішоари, 144 км на північний захід від Крайови.

## Населення
За даними перепису населення 2002 року у селі проживала 61 особа, усі — румуни. Усі жителі села рідною мовою назвали румунську.